# Bredtjärnen (Vikers socken, Västmanland)
Bredtjärnen är en sjö i Nora kommun i Västmanland och ingår i Göta älvs huvudavrinningsområde. Sjön har en area på 0,0953 kvadratkilometer och ligger 201,2 meter över havet.

## Delavrinningsområde
Bredtjärnen ingår i det delavrinningsområde (658523-144110) som SMHI kallar för Utloppet av Rösimmen. Medelhöjden är 193 meter över havet och ytan är 16,13 kvadratkilometer. Räknas de 2 avrinningsområdena uppströms in blir den ackumulerade arean 40,64 kvadratkilometer. Imälven som avvattnar avrinningsområdet har biflödesordning 3, vilket innebär att vattnet flödar genom totalt 3 vattendrag innan det når havet efter 301 kilometer. Avrinningsområdet består mestadels av skog (65 procent) och sankmarker (18 procent). Avrinningsområdet har 2,13 kvadratkilometer vattenytor vilket ger det en sjöprocent på 13,2 procent.